# Ван Хофтен, Джеймс Дугал Адрианус
Джеймс Дугал Адрианус ван Хофтен (англ. James Dougal Adrianus «Ox» van Hoften; род. 11 июня 1944, Фресно, Калифорния) — астронавт НАСА, специалист по полезной нагрузке. Участник двух полётов на «шаттле» — Челленджер — STS-41-C,
Дискавери — STS-51-I, провёл в космосе 14 суток 1 час 59 минут 24 секунды. За 4 выхода провёл в открытом космосе 22 часа 40 минут.

## Ранние годы, образование
Родился 11 июня 1944 года в городе Фресно, штат Калифорния, США, но своей родиной считает город Барлингэйм (Burlingame) того же штата.

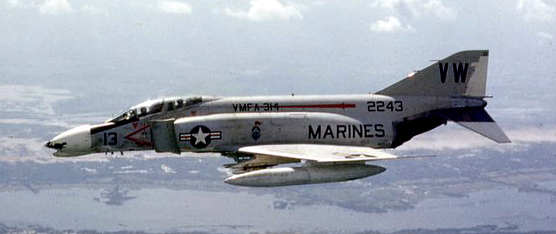
Самолёт F-4.

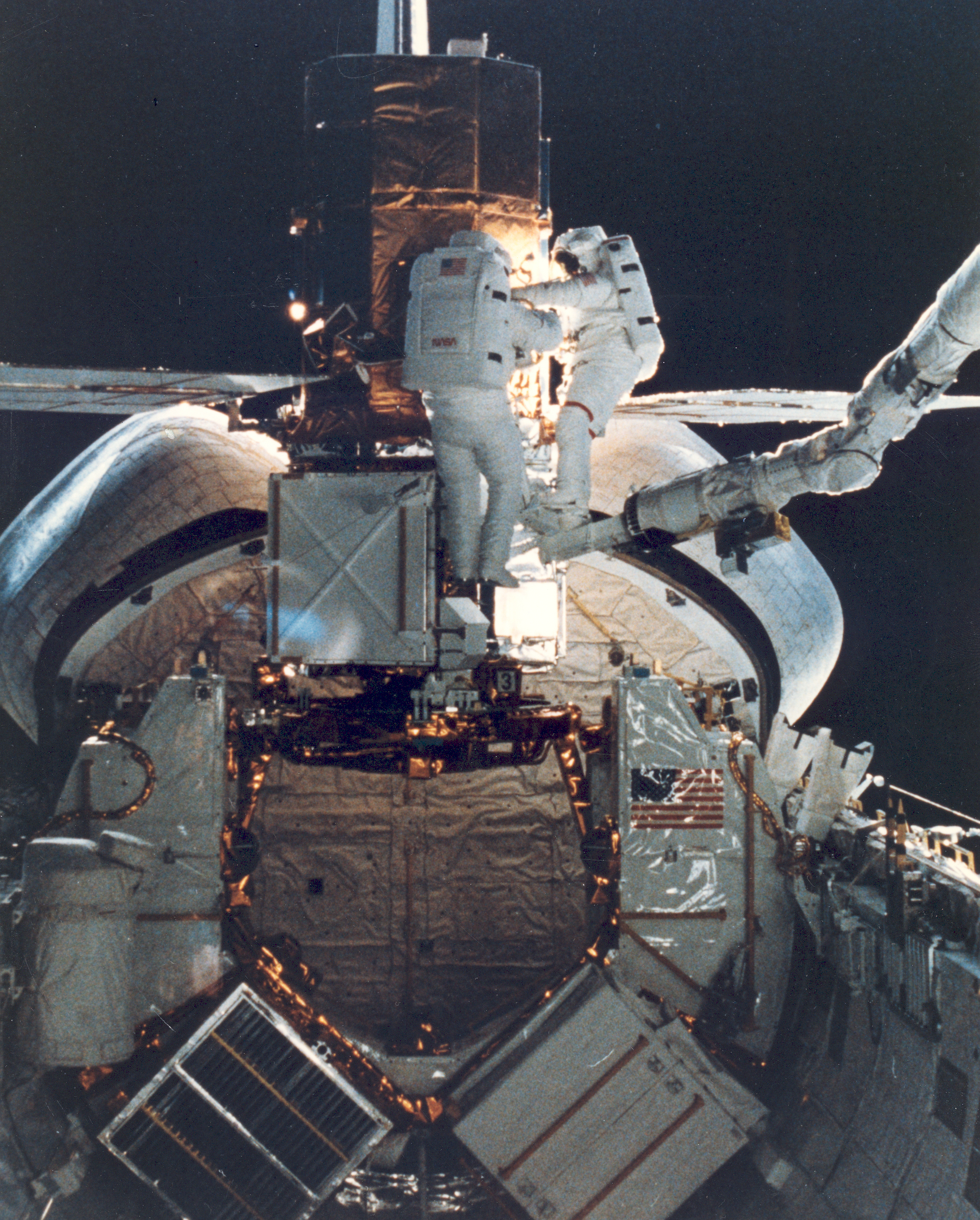
Нельсон и ван Хофтен ремонтируют захваченный исследовательский спутник.

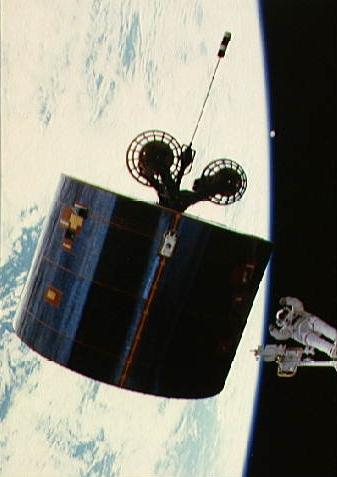
Астронавт ван Хофтен работает со спутником «Syncom IV-3».

После окончания средней школы в городе Милбрей в Калифорнии Джеймс Ван Хофтен поступил в Университет Калифорнии в Беркли, где получил научную степень бакалавра по гражданскому строительству в 1966 году. В Университете штата Колорадо он получил степени магистра (1968) и доктора наук (1976) по строительству гидротехнических сооружений.

## Профессиональная деятельность
В сентябре 1976 года стал помощником профессора гражданского строительства в Университете Хьюстона, и находился на этой должности к моменту зачисления в отряд астронавтов.

## Военная служба
С 1969 года служил лётчиком ВМС США. Прошёл начальную лётную подготовку на авиабазе ВМС Пенсакола (NAS Pensacola) во Флориде и завершил подготовку в качестве лётчика реактивной авиации на авиастанции Бивилль (NAS Beeville) в Техасе в ноябре 1970 года. Получил назначение на авиастанцию Мирамар (NAS Miramar) в Калифорнии в качестве пилота самолёта F-4 Phantoms и затем был назначен в 121-ю истребительную эскадрилью (VF-121). В составе 154-й истребительной эскадрильи на борту авианосца USS Ranger принимал участие в двух походах к берегам Юго-Восточной Азии. Выполнил около 60-и боевых вылетов.
С 1977 года он летал на самолёте F4N в 201-й истребительной резервной эскадрильи ВМС, а с 1980 по 1983 годы служил в частях ВВС национальной гвардии Техаса в составе 147-й группы истребителей-перехватчиков.
Всего будучи лётчиком, он налетал 3000 часов на различных типах реактивных самолётов.

## Космическая подготовка
В январе 1978 года он был отобран в отряд астронавтов НАСА во время 8-го набора, прошёл курс «Общекосмической подготовки», получил квалификацию «специалист полёта» шаттла и назначение в Отдел астронавтов НАСА. Затем с 1979 по 1981 год работал над вопросами управления шаттлом на этапе посадки, испытывал системы управления шаттлом в Лаборатории систем управления полётом в Доуней, Калифорния. После он работал в группе обслуживания астронавтов в Космическом центре имени Кеннеди.

## Полёты в космос
- STS-41-C[5] на шаттле Челленджер в качестве специалиста полёта с 6 по 13 апреля 1984 года. Продолжительность полёта шаттла — 6 суток 23 часа 40 минут 55 секунд. Произвёл 2 выхода в открытый космос: 3 часа 48 минут и 7 часов 18 минут.
- STS-51-I[6] на шаттле Дискавери в качестве специалиста полёта с 27 августа по 3 сентября 1985 года. Продолжительность полёта шаттла — 7 суток 2 часа 18 минут 29 секунд. Произвёл 2 выхода в открытый космос: 7 часов 8 минут и 4 часа 43 минуты.

В 1985 году он был назначен специалистом полёта в экипаж шаттла Атлантис STS-61G, который в мае 1986 года должен был запустить межпланетый зонд Галилео. Полёт был отменён после катастрофы шаттла «Челленджер» в январе 1986 года.
В августе 1986 года Джеймс Ван Хофтен ушёл из НАСА.

## Профессиональная деятельность
С 1986 по 1992 год работал управляющим в строительной корпорации Bechtel National Corporation. Затем работал первым вице-президентом и компаньоном корпорации Bechtel, был руководителем работ по проекту строительства нового аэропорта в Гонконге и связанной с ним инфраструктуры.

## Награды и премии
- Медаль похвальной службы (США).
- Две Воздушных медали (США).
- Медаль за службу национальной обороне (США).
- Медаль «За службу во Вьетнаме».
- Две Медали «За космический полёт» НАСА.

## Семья
- Женат, имеет троих детей. Увлечения — зимние лыжи, гандбол и ракетбол, оздоровительный бег трусцой.